# 陳良博
陳良博（1943年8月23日—）， 台灣科學家，中央研究院第21屆生命科學組院士，專長在於細胞生物學。美國哈佛大學醫學院病理學退休榮譽教授，他是第一個獲得哈佛大學退休榮譽教授（Emeritus）頭銜的台灣人。

## 生平
畢業於宜蘭中學，成功中學，台灣大學，麻省理工學院博士。曾擔任美國長島冷泉港實驗室高級研究員，哈佛大學醫學院教授。

## 宇昌案爭議
因參與創辦宇昌生技公司，擔任公司官股董事，2011年12月捲入臺灣宇昌案。2011年12月，經建會主委和國發基金召集人劉憶如在總統大選前三十天，應立法院要求做出宇昌投資案報告時，依據劉所提出的書面資料，認為宇昌案程序異常。翁啟惠、何大一、和陳良博等關係人遭國民黨總統候選人馬英九陣營批評，國民黨籍立法委員邱毅公開辱罵他們為科技業「敗類」，竊取他人商業機密。陳良博本人則認為宇昌案是由科學家合法提出的商業計劃，反駁以上指控，聲明指出宇昌投資案對台灣政府至今只有獲利、沒有損失，並認為劉憶如涉嫌在公文上造假。2012年8月14日，特偵組約談中研院院士何大一、陳良博，民進黨主席蘇貞昌、前主席蔡英文後，查無不法簽結宇昌案。

## 註解
1. ↑  生命科學組陳良博院士 （页面存档备份，存于），中央研究院
2. ↑  中央研究院陳良博院士越洋視訊談宇昌案 （页面存档备份，存于）, Youtube, TWIMI | 獨立媒體 轉貼, 2011-12-15
3. ↑  洪哲政. . 聯合晚報. 2011-12-17. （原始内容存档于2012-01-11）.
4. ↑  .   [2012-08-14]. （原始内容存档于2012-08-16）.